# Screaming skull
El Screaming Skull (traducido literalmente al español como "Cráneo que grita") es una criatura sobrenatural del folklore inglés. Generalmente se encuentran en casas, y según las leyendas, los cráneos no deben ser sacados de su lugar de descanso, pues el hacerlo provocará fenómenos de tipo poltergeist. Un Screaming Skull no es un objeto animado ni un fantasma, sino una mezcla de ambos.

## Orígenes y características
Los orígenes precisos del Screaming Skull son difíciles de rastrear, sin embargo se ha sugerido que puede estar relacionado con el culto a la cabeza de los Celtas. Sin embargo,  esta teoría se enfrenta al problema de que la criatura está principalmente localizada en Inglaterra, dejando de lado lugares como Gales e Irlanda; añadido a esto está la problemática de que las primeras leyendas de los Screaming Skulls datan de mediados del siglo XVI, cuando los Celtas ya habían desaparecido.
La mayor parte de las leyendas concuerdan en las características básicas de los Screaming Skulls: el cráneo no debe de ser sacado de su lugar de reposo, de otra forma comenzará a producrise una actividad de tipo poltergeist que causará caos, deteniéndose tan solo cuando el cráneo sea restituido a su lugar de descanso. Los fenómenos en sí son variados y cambian de leyenda a leyenda, pero los ruidos extraños (algunos similares precisamente a un grito) son una característica comúnmente compartida. También es importante destacar que el Screaming Skull es una de las pocas criaturas folklóricas aparentemente indestructible; quemarlo, romperlo o enterrarlo no funciona, puesto que el cráneo aparecerá nuevamente a la entrada del lugar. Por último, un aspecto interesante es que (por lo general) la criatura no busca venganza contra aquellos que (ya sea en vida o no) le hayan hecho alguna afrenta.

## Leyendas relevantes
Existe un gran número de leyendas relacionadas con los Screaming Skulls, pero algunas de ellas son más relevantes porque son las que han permitido establecer las características y las variaciones importantes. A continuación se señalan las principales leyendas al respecto.

### Bettiscombe
La leyenda del Screaming Skull de Bettiscombe (Dorset, Inglaterra) es probablemente la más popular; existen varias versiones acerca de cómo llegó el cráneo a la casa, así como de los efectos que ha causado el perturbar su descanso. La versión más conocida es aquella que cuenta que el cráneo perteneció a un sirviente de origen africano, cuyo último deseo fue ser enterrado en su tierra natal; sin embargo, el señor de la casa (Azariah Pinney) decidió que eso no era necesario y lo enterró en el cementerio de la iglesia de Bettiscombe. Ruidos extraños comenzaron a escucharse en la casa, hasta que el cuerpo del sirviente fue exhumado y llevado a Bettiscombe. El esqueleto del sirviente se perdió a lo largo del tiempo debido a más intentos por enterrarlo, pero el cráneo se mantuvo; diferentes dueños intentaron deshacerse del indeseable huésped, pero los ruidos (gritos y gemidos) que permeaban la casa al hacer esto siempre provocó que se buscase la forma de regresarlo a su lugar de reposo.  La leyenda de Bettiscombe es la fuente de inspiración para la historia corta de Francis Marion Crawford titulada The Screaming Skull.

### Burton Agnes Hall
El origen de leyenda de Burton Agnes Hall (Yorkshire, Reino Unido) se rastrea hacia finales del siglo XVI; tres hermanas de la familia Griffith construyeron una casa en North Yorkshire, pero una de ellas, llamada Ann, sufrió un encuentro fatal con ladrones; uno de ellos la golpeó cuando la mujer se resistió a entregar un anillo. Los vecinos la rescataron pero murió a los pocos días; el último deseo de Ann fue que su cabeza fuera enterrada en las paredes de su casa. Sin embargo, la leyenda cuenta que Ann fue enterrada en el cementerio de la iglesia, por lo que una serie de ruidos comenzaron a escucharse en la casa; las hermanas decidieron que probablemente se trataba del espíritu de Ann, así que pidieron exhumar el cuerpo. Al momento de hacerlo notaron que el cráneo había quedado separado del cuerpo; el sacerdote recomendó que la cabeza fuera llevada a la casa, y con eso los ruidos extraños cesaron. Con el tiempo, se cuenta que nuevos dueños de la casa sacaron el cráneo y los ruidos comenzaron a escucharse una vez más; la única manera de detener el fenómeno fue regresar el cráneo de Ann a la casa.

### Wardley Hall
La información que se ha escrito acerca de la leyenda del Screaming Skull de Wardley Hall (Gran Mánchester, Inglaterra) es un buen ejemplo de cómo los fenómenos provocados por los cráneos no se limitan a ruidos extraños. El cráneo de este lugar perteneció a Dom Edward Ambrose Barlow. Barlow fue un monje benedictino, ejecutado en 1641 por motivos de fe y cuya cabeza fue expuesta a las afueras del castillo Lancaster. Un simpatizante del monje tomó la cabeza y la escondió en Wardley Hall, donde quedó oculta hasta el siglo XVIII. En ese momento el dueño de Wardley era Matthew Moreton, quien encontró el cráneo dentro de una caja que accidentalmente cayó de una pared ruinosa. Tiempo después un sirviente arrojó la cabeza al foso del lugar, y esa noche se cuenta que una terrible tormenta se desató. Moreton asumió que esto se debió a que el cráneo pedía regresar a su lugar de descanso, por lo que mandó drenar el foso y rescatar el cráneo. Lo interesante de esta leyenda es el hecho de que los fenómenos causados por sacar el cráneo fueron más que ruidos, teniendo la capacidad de crear una tormenta. Por otra parte es con esta leyenda que se establece la característica de indestructibilidad de los cráneos; al cráneo de Barlow se le ha enterrado, quemado y roto en pedazos, pero éste siempre aparece a las afueras al día siguiente.

### Coombes
Otra variación importante es la del Screaming Skull de Coombes (Sussex, Inglaterra), que expone otro tipo de problemas causados por el cráneo (en este caso sequía y enfermedad). La historia pertenece a una familia (padre, madre, dos hijos, y una hija) que poseía una granja en Coombes. El hijo menor decidió trabajar como marino y se fue a altamar; al no recibir noticias de él, asumieron que había muerto ahogado. Con el tiempo los padres murieron y la granja quedó en manos del hermano y la hermana; sin embargo, una noche el hermano menor volvió y pidió su parte de la herencia. La solución del hermano y la hermana fue matar a su pariente y enterrarlo en la granja; sin embargo, esto provocó que la cosecha se secara y que el ganado se enfermara. Al observar estos fenómenos los hermanos consultaron a una hechicera, quien les aconsejó desenterrar el cráneo del hombre asesinado y darle un lugar en la casa. Cuando los hermanos siguieron el consejo, la granja prosperó nuevamente.

## Investigaciones
No existen muchas investigaciones realizadas acerca del grado de veracidad de las leyendas, pero al menos se conoce un par de situaciones en las que los cráneos han sido estudiados para rastrear sus posibles orígenes.
En abril de 1910, J.S. Udal publicó una investigación realizada personalmente acerca del Screaming Skull de Bettiscombe; Udal rastrea los posibles orígenes del cráneo y da una reseña acerca de su propia experiencia al visitar la casa. No reporta ningún comportamiento extraordinario, y propone a la dueña de la casa que coloque una caja de donaciones para que aquellos interesados en observar el cráneo puedan ayudar al mantenimiento de la casa y el cuidado del cráneo. Estudios posteriores fueron realizados al cráneo, entre 1962 y 1963 el arqueólogo Michael Pinney y el profesor Gilbert Causey del Royal College of Surgeons postularon que el cráneo perteneció a una mujer que vivió durante la edad de hierro y que el cráneo fue encontrado a fines del siglo XVII en Pilsdon Pen, un área cercana a la casa y que es conocida por ser un sitio arqueológico de la edad antes mencionada.
En el caso del Screaming Skull de Wardley Hall estudios forenses fueron realizados por Joseph E. Bamber y A.J.E. Cave durante los años 60, que arrojaron datos apuntando hacia el hecho de que el cráneo efectivamente perteneció al monje Barlow. Por otra parte ha habido reportes de que este cráneo ha sido sacado de su lugar de reposo y no se ha reportado ningún fenómeno extraordinario.

## En la cultura popular
La popularidad de los Screaming Skulls no ha sido muy generalizada, aunque diversas formas de arte popular han dado cuenta de este fenómeno, principalmente en literatura y películas; en la música generalmente se utiliza sólo el nombre como título para una canción, como es el caso de Sonic Youth, The Fleshtones y King Tuff, sin embargo las letras de dichas canciones no se relacionan con las leyendas.

### Literatura

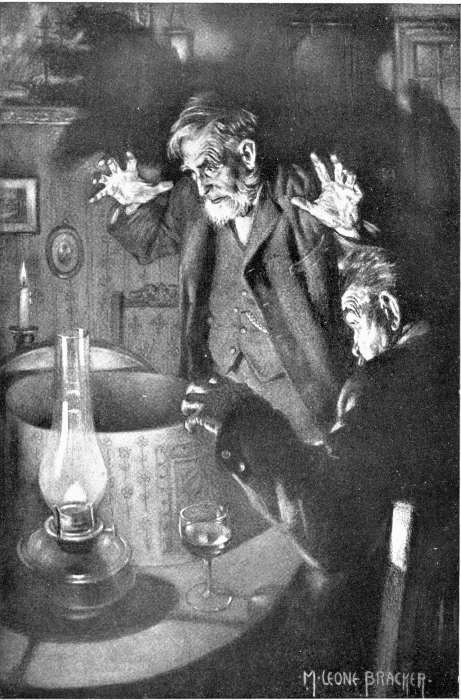
Frontispicio del libro Wandering Ghosts de F.M. Crawford, ilustrando la historia "The Screaming Skull"

Es en el campo literario en donde el Screaming Skull comienza a obtener un status de monstruo en el sentido del género del horror.
Francis Marion Crawford es posiblemente el primer autor que escribe una historia de horror acerca de un Screaming Skull. Su historia corta “The Screaming Skull” publicada en dos partes por la revista Collier’s en 1908 está inspirada en la leyenda de Bettiscombe, pero esta inspiración queda reducida a la idea de la existencia de un Screaming Skull solamente, pues la historia tiene que ver más bien con un asesinato y la adición del concepto del fantasma vengativo. La obra de Crawford ha sido inspiración de otras obras relacionadas con estas criaturas, particularmente dos películas. La historia de Craword es primordialmente un monólogo en el que el narrador (llamado Braddock) hereda una propiedad a raíz de trágicas circunstancias; el dueño anterior de la casa (Luke Pratt, primo de Braddock) murió a causa de una grave herida en la garganta causada por una criatura desconocida. El cadáver de Pratt es encontrado en la playa, y a su lado se encuentra un cráneo en una caja, que es regresado a la casa. Es este cráneo el que atormenta al narrador, y cuyo desarrollo se cuenta en la historia.
En 1911, W.T. Linskill escribe “The Screaming Skull of Greyfriars” para St. Andrew Ghost Stories. La historia difiere de la leyenda tradicional en el hecho de que el cráneo persigue a los miembros de una familia.
J. Allan Dunn publica en 1924 una historia corta titulada igualmente “The Screaming Skull”. En este caso se trata de un cuento de piratas, en donde el Screaming Skull no existe como tal, sino que la historia utiliza la noción de la criatura para avanzar la trama.
En The Screaming Skulls and Other Ghosts de Elliot O’Donnell (1964), el apartado homónimo cuenta la historia de los Screaming Skulls de Calgarth Hall.

### Cine
The Screaming Skull (1958) dirigida por Alex Nicol está inspirada en la historia de F.M. Crawford, pero cambia varias cosas; la historia concierne a una mujer recién casada que parece ser perseguida por el fantasma (o cráneo) de la difunta exesposa de su marido.
En 1973 Gloria Monty adapta para la televisión la historia de Crawford. La versión de The Screaming Skull de Monty es más fiel a la historia original, añadiendo el extra de que los eventos previos a aquellos que Crawford escribe.
El cortometraje The Screaming Skull (2008) de Ashley Thorpe está influenciado por la versión más popular del cráneo de Bettiscombe, aquella de que éste perteneció a un esclavo de raza negra. Thorpe cuenta la historia de un soldado que regresa del frente y habita la casa donde el cráneo reside.

### Cómics
En la edición de enero-febrero de 1972 de Ghosts (#3) se publicó un segmento titulado “The Screaming Skulls”, la breve historia narra el robo de piedra de monumentos cuyos guardianes son un par de cráneos; la maldición se desata hasta que la piedra es regresada.
Los cráneos de Calgarth son presentados en una página dedicada a su historia “The Screaming Skulls” en la edición número 12 de The Unseen (1952).
Una variación de las leyendas es publicada en el número 13 de Out of the Night (1954); el título usual “The Screaming Skulls” narra la historia de un ladrón que no escucha la advertencia de los cráneos que yacen en las afueras de una fortaleza.
En Tradiciones y Leyendas de la Colonia #544 (1964) se publica “La Calavera Roja” una adaptación de la historia de F.M. Crawford situada en el México del siglo XVII.

## Filmografía
- The Screaming Skull (1958). Estados Unidos. Director: Alex Nicol.
- The Screaming Skull (1973). Estados Unidos. Director: Gloria Monty.
- The Screaming Skull (2008). Reino Unido. Director: Ashley Thorpe.